# گاگناو
شهر گاگناودر ایالت بادن-وورتمبرگ در کشور آلمان واقع شده‌است.